# غاري سبيد
غاري سبيد (بالإنجليزية: Gary Speed)‏، (8 سبتمبر 1969 - 27 نوفمبر 2011) من مواليد مانكوت في ويلز، لاعب كرة قدم ويلزي سابق ومدرب منتخب ويلز السابق.

## المسيرة الكروية
بدأ مسيرته الكروية مع نادي ليدز يونايتد الإنجليزي في عام 1988، ولعب معهم حتى عام 1996، وشارك معهم في 248 مباراة وسجل 39 هدف، وفي عام 1996 انتقل إلى نادي إيفرتون الإنجليزي، ولعب معهم حتى عام 1998، وشارك معهم في 58 مباراة وسجل 15 هدف، وفي عام 1998 انتقل إلى نادي نيوكاسل يونايتد الإنجليزي، ولعب معهم حتى عام 2004، وشارك معهم في 213 مباراة وسجل 29 هدف، ومنذ عام 2004 وهو يلعب مع نادي بولتون واندررز الإنجليزي.

## المنتخب الويلزي
و قد لعب مع منتخب ويلز لكرة القدم بين عامي 1990 و2004، وشارك معهم في 85 مباراة وسجل 7 أهداف.قال الاتحاد الويلزي لكرة القدم في بيان ان جاري سبيد مدرب المنتخب الوطني عثر عليه ميتا في منزله اليوم الأحد.

## وفاته
قالت شرطة منطقة تشيشاير الواقعة في شمال غرب إنجلترا حيث كان يقيم سبيد في بيان إن رجلا يبلغ من العمر 42 عاما عثر عليه مشنوقا في منزله وانه لم تكن هناك أي شواهد تدعو للريبة. على الرغم من أن الحقائق لم تكن واضحة بالكامل، فقد أُبلغ أن وفاته كانت نتيجة انتحار. تم الإعلان عن وفاته للجمهور من قبل الاتحاد الويلزي لكرة القدم بعد ساعات قليلة. عُقد تحقيق في وفاة سبيد في 29 نوفمبر 2011، وتم تأجيله حتى 30 يناير 2012.
توصل الطبيب الشرعي في التحقيق إلى حكم روائي، وذكر أن سبب الوفاة كان “تعليق الذات”، ولكن لم يكن هناك أدلة كافية لتحديد ما إذا كان ذلك عن قصد، وصدر التحقيق أن ضغوط العمل كمدرب قد وضعت بعض التوتر على زواجه، وأنه هو وزوجته لويز قد تشاجرا في الليلة التي سبقت وفاته. ومع ذلك، أخبر صديقه المقرب آلان شيرر سبيد أن مثل هذه المشاجرات طبيعية في علاقة طويلة الأمد، وأخبرت لويز التحقيق كيف أن المحادثات الأخيرة بينها وبين زوجها كانت تدور حول مستقبلهما معًا ومدى حماسه بشأن رحلتهما المشتركة.

## روابط خارجية
- غاري سبيد على موقع الاتحاد الدولي (مؤرشف)  (الإنجليزية)
- غاري سبيد على موقع الاتحاد الأوربي (الإنجليزية)
- غاري سبيد على موقع قاعدة بيانات كرة القدم.إي يو (الإنجليزية)
- غاري سبيد على موقع ناشيونال فوتبول تيمز (الإنجليزية)
- غاري سبيد على موقع Soccerbase.com (لاعب) (الإنجليزية)
- غاري سبيد على موقع Soccerbase.com (مدرب) (الإنجليزية)
- غاري سبيد على موقع عالم كرة القدم.نت (الإنجليزية)
- غاري سبيد على موقع كووورة